# Улица Бригады «Хартия»
Улица Бригады «Хартия» (укр. Вулиця Бригади «Хартія») — улица в Немышлянском районе Харькова. Начинается от улицы улицы Харьковских Дивизий и заканчивается переходом в улицу Библика. Длина улицы составляет 1,28 километра, улица пересекается с улицей улицей Андрея Ощепкова и бульваром Богдана Хмельницкого.
Вблизи пересечения улицы и бульвара Богдана Хмельницкого имеется памятник погибшим солдатам Великой Отечественной войны. Также вдоль улицы расположен стадион ХТЗ, бассейн «ГАРТ» (ранее назывался «Трудовые резервы»). Улица оканчивается пересечением с улицей Коммунальщиков.

## История
Улица Бригады «Хартия» в те времена, когда именовалась Пятигорской, имела большую протяжённость и проходила на месте бульвара Академика Юрьева, заканчиваясь пересечением с проспектом Петра Григоренко (в то время — Стадионная улица).

## Месторасположение улицы
Улица расположена в районе Новые Дома и окружена главным образом пятиэтажными домами — хрущёвками.